# 三重県道549号石橋停車場線
三重県道549号石橋停車場線（みえけんどう549ごう いしばしていしゃじょうせん）は、三重県津市を通る一般県道である。

## 概要
近鉄大阪線 伊勢石橋駅前から津市一志町大仰に至る。

### 路線データ
- 起点：津市一志町大仰（近鉄大阪線 伊勢石橋駅前）
- 終点：津市一志町大仰（三重県道15号久居美杉線交点）
- 総延長：1,700 m

## 歴史
- 1959年（昭和34年）1月25日 - 路線認定[1]。

## 路線状況

### 道路施設

#### 橋梁
- 大仰橋（雲出川、津市）

## 地理

### 通過する自治体
- 三重県
  - 津市

### 交差する道路
| 交差する道路              | 交差する場所 | 交差する場所 |
| ------------------------- | ------------ | ------------ |
| 三重県道661号二本木一志線 | 一志町大仰   |              |
| 三重県道15号久居美杉線    | 一志町大仰   | 終点         |

### 交差する鉄道
- 近鉄大阪線

### 沿線
沿線には一志町大仰（おおのき）の集落が見られる。なお、路線名の由来となった伊勢石橋駅の北に一志町石橋地区があるが、この県道は同地区を通っていない。
- 近鉄大阪線 伊勢石橋駅
- 雲出川